# 鲍勃·迪伦插电争议
1965年，鲍勃·迪伦已经成为美国民谣音乐复兴的代表人物，《The Freewheelin' Bob Dylan》和《The Times They Are a-Changin'》等专辑的发行使他被媒体贴上了「时代代言人」的标签。而1965年3月迪伦前所未有地发行了一张半数歌曲都使用电吉他等摇滚乐器伴奏的唱片《Bringing It All Back Home》。7月20日，迪伦发行了民谣摇滚单曲 《Like A Rolling Stone》。7月25日，迪伦在新港音乐节举行了第一次插电演唱会，一些观众在表演时发出嘘声。这场民谣节的主要成员（包括 Irwin Silber、Ewan MacColl）批判迪伦偏离政治创作并使用摇滚乐队伴奏的行为。迪倫之後的作品:《Highway 61 Revisited》與《Blonde on Blonde》仍延續了搖滾樂的風格。

## 1965年新港事件背景

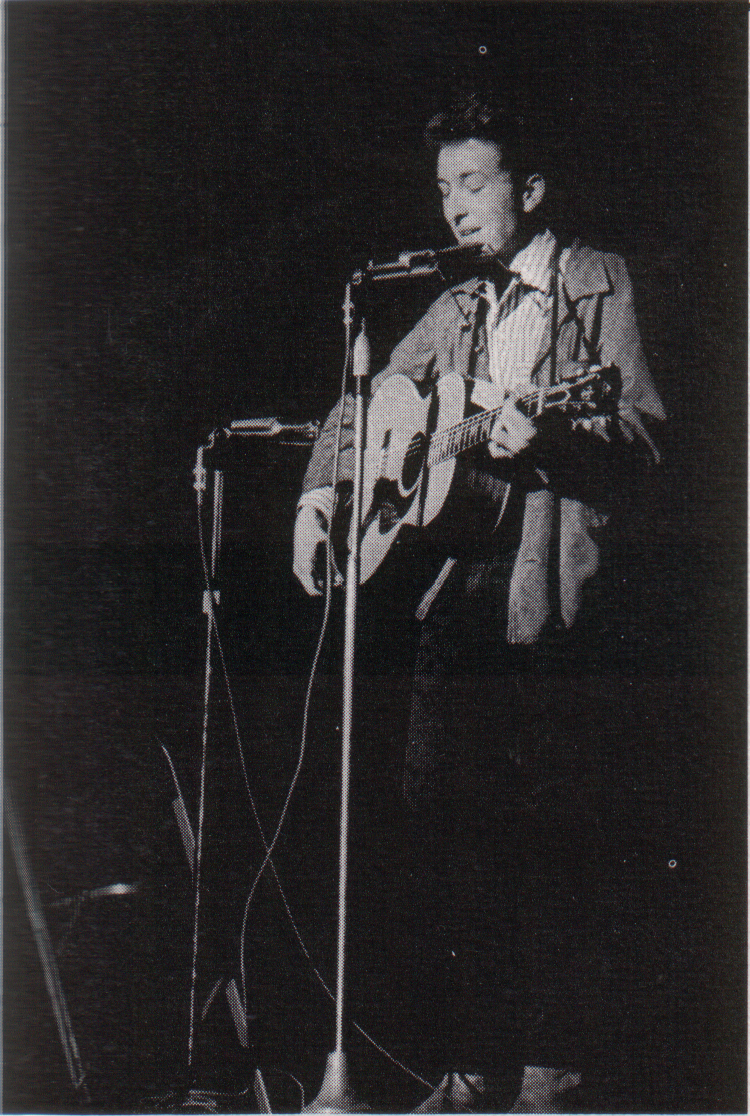
粉丝们所熟悉的用原声吉他和口琴演奏的迪伦（1963 年）

1963年的新港民谣音乐节，迪伦和琼·贝兹、彼得、保罗和玛丽一起演唱了《Blowin' in the Wind》，收獲了热烈反响，这也使得迪伦一跃成为最受欢迎的民谣歌手之一。1964年，迪伦表演了《'With God on Our Side》和《Mr Tambourine Man》，同样获得了普遍的正面评价。但在1965年，迪伦破天荒地使用摇滚乐队的编制，给民谣音乐插上了电。由于电吉他的声音过于吵闹，很多观众都认为这不是民谣应有的形式，再加上在喧嚣的电吉他声下，观众几乎无法同情迪伦演唱的内容，最终迪伦在演唱完《Maggie's Farm》之后，迎来了全场观众的阵阵嘘声。这次新港民谣音乐节也成为了迪伦拥抱摇滚乐的标志性事件。